# Foch (R99)
Авіаносець «Фош» (фр. Foch (R99)) — французький авіаносець типу «Клемансо» періоду Холодної війни. Названий на честь Фердинанда Фоша. Другий корабель з такою назвою у ВМС Франції.

## Історія створення
Авіаносець був закладений 15 грудня 1957 року на верфі Chantiers de l'Atlantique у Сен-Назері. Спущений на воду 28 липня 1960 року, після чого був відбуксований в Брест для добудови та встановлення булів. Введений до строю 22 листопада 1961 року.

## Історія служби
Після вступу в стрій авіаносець «Фош» до 1965 року базувався в Тулоні та ніс службу переважно у Середземному морі. Потім був переведений у Брест.
У 1978 році перебував у Червоному морі для захисту незалежності Джибуті (операція «Sapphire II»).
Протягом липня 1980 — серпня 1981 років пройшов ремонт та модернізацію. Були модернізовані приміщення для екіпажу, польотна палуба та силова установка. Після модернізації авіаносець міг нести літаки Dassault-Breguet Super Étendard.
У 1983 році брав участь у бойових діях проти ісламських терористів у Лівані (операція «Olifant»).
З лютого 1987 року по червень 1988 року корабель пройшов ремонт та модернізацію, під час якої з нього демонтували 4 100-мм артилерійські установки. Їх замінили двома ЗРК Crotale.
У 1992—1993 роках були модернізовані катапульти, демонтовані останні артилерійські установки та встановлені ЗРК MBDA Mistral. Авіаносець переобладнали для використання літаків Dassault Rafale.
У 1993—1994 роках авіаносець брав участь в операціях біля берегів Югославії, де його літаки виконували розвідувальні польоти та завдавали ударів по позиціях сербських військ (7-9.1993, 2-3.1994, 5-7.1994).
У 1999 році «Фош» брав участь в операції «Союзна сила», під час якої його літаки завдавали ударів по об'єктах у Косові та Сербії.
У 2000 році авіаносець був проданий Бразилії, де несе службу під іменем «Сан-Паулу».

## Галерея

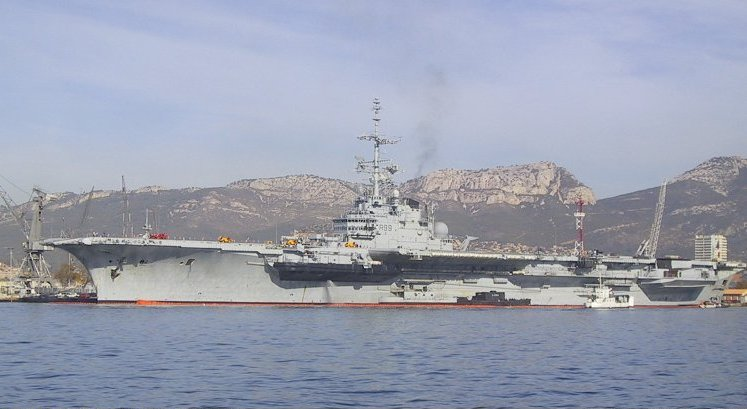
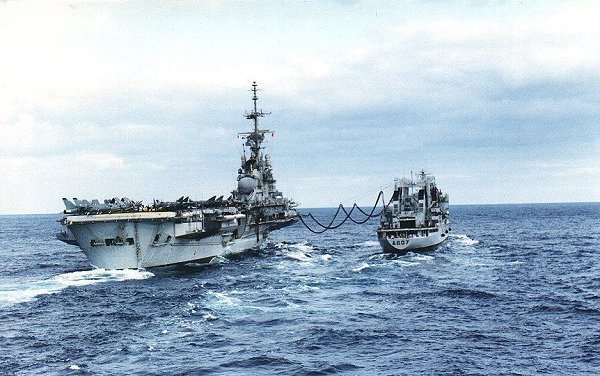
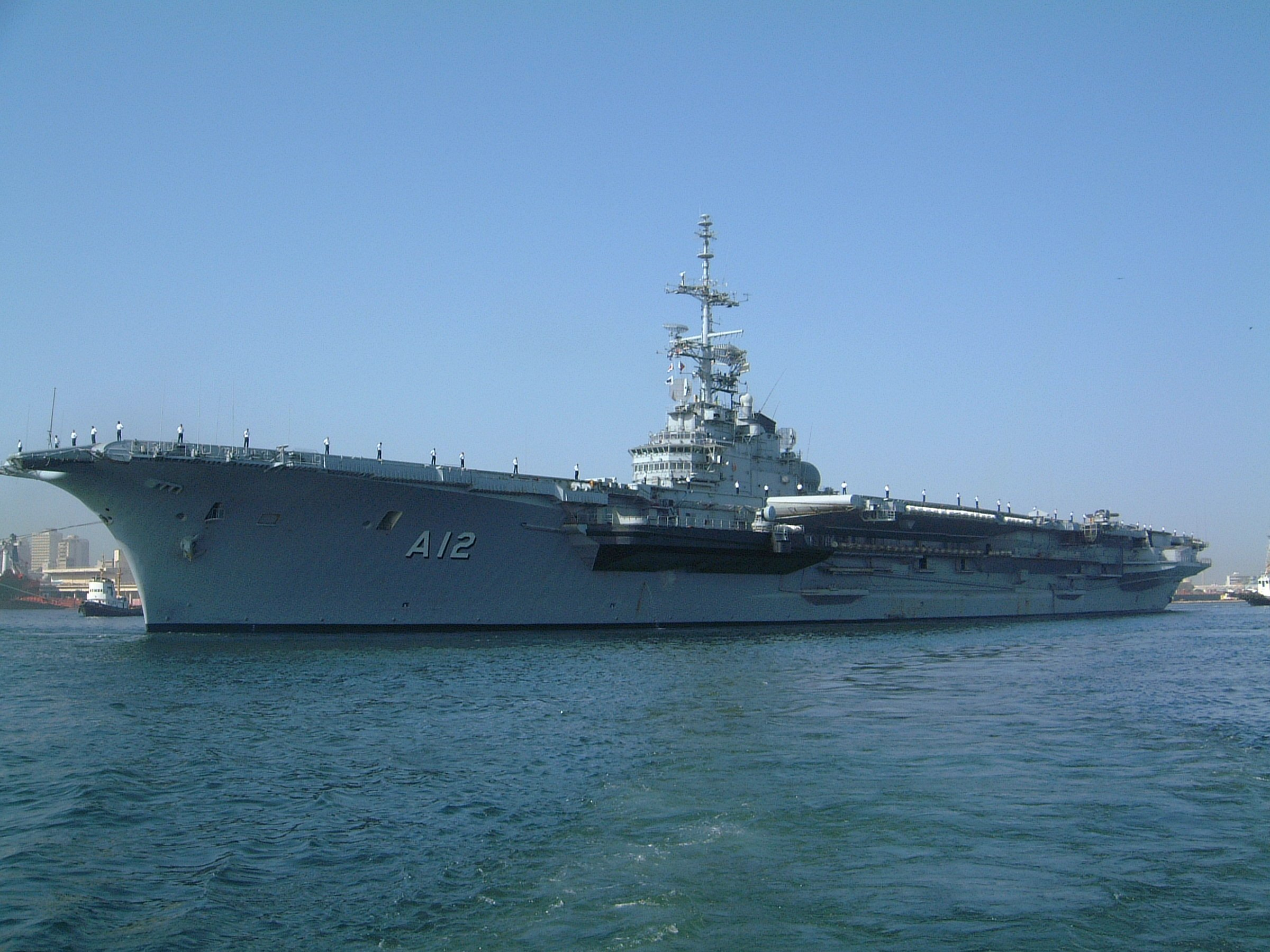
Авіаносець «Сан-Паулу» (колишній «Фош»)